# Aguas Bonaerenses

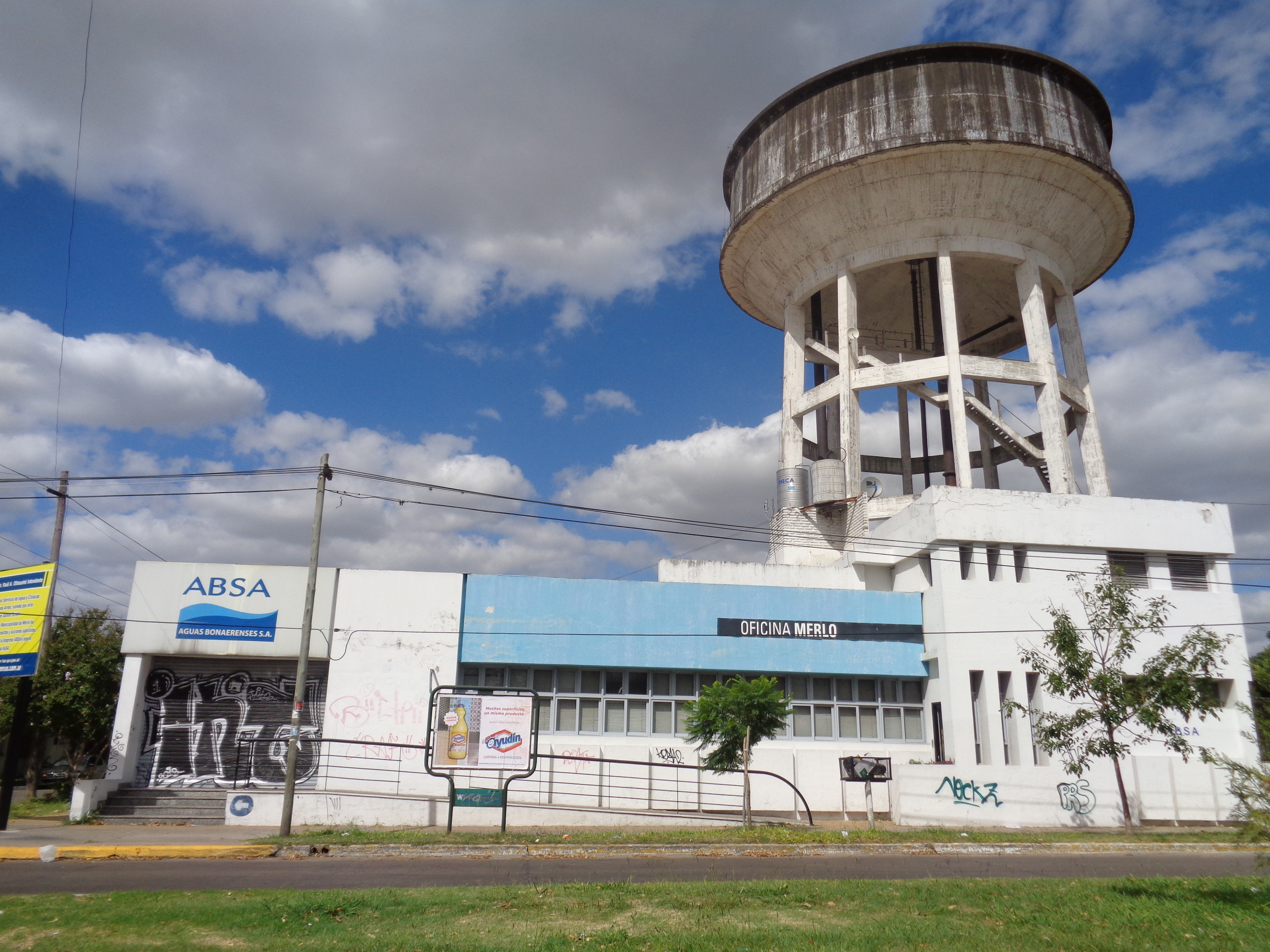
Edificio donde se ubican las oficinas de ABSA en el partido de Merlo.

Aguas Bonaerenses Sociedad Anónima, más conocida por su acrónimo, ABSA, es una de las empresas proveedoras de agua y saneamiento dentro de la provincia de Buenos Aires, Argentina.
De propiedad pública es una de las operadoras de agua y saneamiento de mayor extensión de la Argentina. Su área de servicio abarca, a 2024, 95 localidades de esa provincia, localizadas en 53 partidos. La empresa surgió en marzo de 2002 tras el abandono de la concesionaria estadounidense Azurix.